# Emperial Live Ceremony
Emperial Live Ceremony er et livealbum fra det norske black metal-band Emperor. Det blev optaget i LA2 i London 14. april 1999 og indeholder også Emperor-pauseskærme og en video til "I Am the Black Wizards", som kan findes som spor 1 (11:51) på cd'en. Albummet er også blevet udgivet på vhs og dvd.

## Spor
1. "Curse You All Men" – 5:43
2. "Thus Spake The Nightspirit" – 4:25
3. "I Am the Black Wizards" – 5:34
4. "An Elegy Of Icaros" – 6:11
5. "With Strength I Burn" – 7:48
6. "Sworn" – 4:31
7. "Night Of The Graveless Souls" – 3:10
8. "Inno A Satana" – 5:07
9. "Ye Entrancemperium" – 6:09

### Bonusspor på vhs/dvd
1. "The Loss and Curse of Reverence (1996 video)" – 6:10